# Mignano Monte Lungo
Mignano Monte Lungo község (comune) Olaszország Campania régiójában, Caserta megyében.

## Fekvése
A megye északnyugati részén fekszik, Nápolytól 70 km-re északnyugatra, Caserta városától 45 km-re északnyugati irányban. Határai: Conca della Campania, Galluccio, Presenzano, Rocca d’Evandro, San Pietro Infine, San Vittore del Lazio, Sesto Campano és Venafro.

## Története
A település alapítására vonatkozóan nem léteznek pontos adatok. A régészeti leletek tanúsága szerint valószínűleg egy ókori, sidicinus település helyén épült ki. Első említése a normann időkből származik (11. század). A következő századokban nemesi birtok volt. A 19. században nyerte el önállóságát, amikor a Nápolyi Királyságban felszámolták a feudalizmust.

## Népessége
A népesség számának alakulása:

## Főbb látnivalói
- Sant’Andrea-templom
- Santa Maria Grande-templom
- Madonna dell’Addolorata -templom